# 陳大壯 (嘉靖壬戌進士)
陳大壯（1535年—？），字思立，直隸揚州府通州人，民籍，明朝政治人物。

## 生平
嘉靖四十年（1561年）辛酉科應天府鄉試第六十九名舉人。嘉靖四十一年（1562年）中式壬戌科會試第二百八名，三甲第一百六十一名進士。历官四川叙州府知府、山东布政司参政。

## 著作
著有《唐诗和音》。

## 墓葬
宅在通州城北，墓在州東陸洪闸，吏部文选司周顺昌撰写墓誌銘。

## 家族
曾祖陳純德；祖父陳尚忠，贈工部主事；父陳冠，七品散官。母王氏。重庆下。兄大震。弟大科（贡士）、大益、大乾、大器、大升。從弟陳大科，隆慶進士。